# فالیشووکا
فالیشووکا (به لهستانی:  Faliszówka) یک روستا در لهستان است که در گمینا خورکووکا واقع شده‌است.
 فالیشووکا  ۸۲۵ نفر جمعیت دارد.